# 애덤 캐슨
애덤 캐슨(Adam Kassen, 1974년 5월 27일 ~ )은 미국의 각본가, 영화 감독, 영화 프로듀서, 배우이다.
시러큐스에서 태어났다.

## 영화
- 불량 변호사 (2011년)
- 버나드 앤 도리스 (2007년)
- 새스콰치 갱 (2006년)
- 와이프 스왑 (2004년)
- 속이기 (2001년)
- 네트 포스 (1999년)